# Вершховский, Якуб
Я́куб Вершхо́вский (пол. Jakub Wierzchowski; род. 15 апреля 1977, Люблин) — польский футболист, вратарь.

## Клубная карьера
Профессиональную карьеру начал в 1994 году в клубе «Люблинянка». Сезон 1997/98 провёл в «Гурнике» из Ленчна. Следующий сезон провёл краковской «Висле». С 1999 по 2001 года "защищал цвета" клуба «Рух» (Хожув). В 2001 году перешёл в немецкий клуб «Вердер», где за 2 сезона принял участие только в 3 матчах. Следующие 3 сезона провёл в «Висле» из Плоцка. Также играл за «Заглембе» (Сосновец), «Полонию» (Бытом) и «Гурник» (Ленчна). В последнем в 2012 году завершил профессиональную карьеру.

## Международная карьера
Дебют за национальную сборную Польши состоялся 15 ноября 2000 года в товарищеском матче против сборной Исландии (1-0). Всего Якуб провёл 2 матча за сборную.

## Достижения
- Чемпион Польшиː 1998/99